# Nichelle Nichols

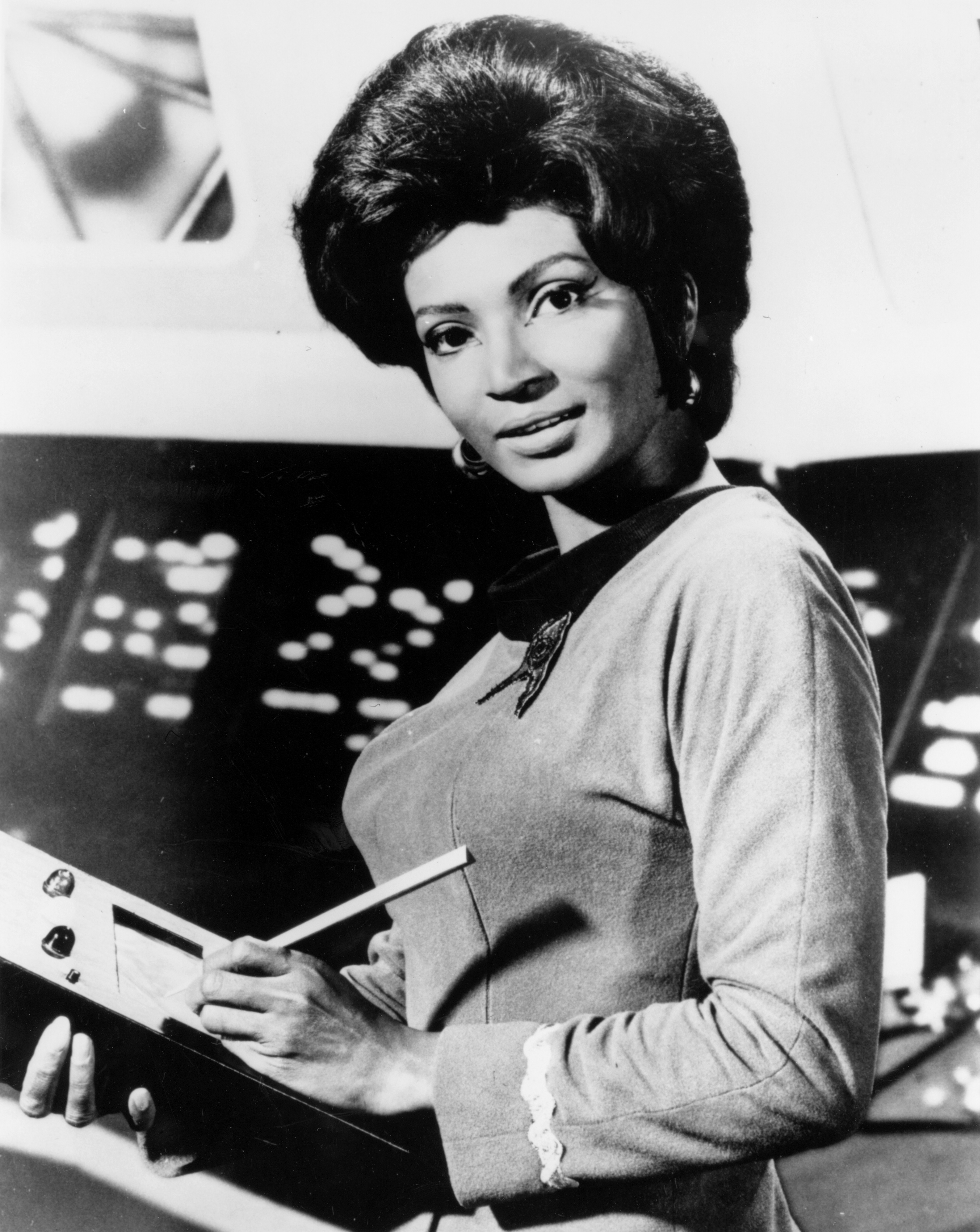
Nichelle Nichols i rollen som Uhura 1977.

Nichelle Nichols, ursprungligen Grace Dell Nichols, född 28 december 1932 i Robbins, Illinois, död 30 juli 2022 i Silver City, New Mexico, var en amerikansk skådespelare. Hon har bland annat gjort rollen som Uhura i Star Trek, såväl i originalserien, den animerade serien som i de sex första efterföljande filmerna.
Efter att Star Trek lades ner engagerade sig Nichols, förutom att närvara vid science fiction-kongresser, inom rymdforskning. Hon arbetade som rekryterare åt NASA för att locka kvinnor och minoriteter till rymdprogrammet och för intresseorganisationen National Space Society.
Nichols skrev romanen Saturn's Child och medverkade i filmen Snow Dogs.

## Eftermäle
Asteroiden 68410 Nichols är uppkallad efter henne.

## Filmografi
| År   | Titel                                     | Roll                           | Info                                   |
| ---- | ----------------------------------------- | ------------------------------ | -------------------------------------- |
| 1959 | Porgy and Bess                            | cameo                          | uncredited                             |
| 1964 | The Lieutenant (TV)                       | Norma Bartlett                 |                                        |
| 1966 | Tarzan's Deadly Silence (TV)              | Ruana                          | starring Ron Ely                       |
| 1966 | Mister Buddwing                           | Dice Player                    | starring James Garner                  |
| 1966 | Star Trek (TV)                            | Lt. Uhura                      | 1966–1969                              |
| 1967 | Doctor, You've Got to be Kidding          | Jenny Ribbock                  | Sandra Dee i huvudrollen               |
| 1973 | Star Trek: The Animated Series (TV)       | Lt. Uhura / Ytterligare röster |                                        |
| 1974 | Truck Turner                              | Dorinda                        |                                        |
| 1979 | Star Trek: The Motion Picture             | Lt. Cmdr. Uhura                |                                        |
| 1982 | Star Trek II: The Wrath of Khan           | Cmdr. Uhura                    |                                        |
| 1983 | Antony and Cleopatra                      | Charmian - Maid of Honour      |                                        |
| 1984 | Star Trek III: The Search for Spock       | Cmdr. Uhura                    |                                        |
| 1986 | Star Trek IV: The Voyage Home             | Cmdr. Uhura                    |                                        |
| 1986 | The Supernaturals                         | Sgt. Leona Hawkins             |                                        |
| 1989 | Star Trek V: The Final Frontier           | Cmdr. Uhura                    |                                        |
| 1991 | Star Trek VI: The Undiscovered Country    | Cmdr. Uhura                    |                                        |
| 1992 | Star Trek: 25th Anniversary Enhanced (VG) | Lt. Uhura                      |                                        |
| 1994 | Gargoyles (TV)                            | Diane Maza                     | Gästskådespelerska i fyra avsnitt 1998 |
| 1994 | Batman: The Animated Series (TV)          | Thoth Khepera                  | "Avatar"                               |
| 1994 | Star Trek: Judgment Rites (VG)            | Lt. Uhura                      |                                        |
| 2000 | Futurama (TV)                             | Herself                        | Anthology of Interest I                |
| 2002 | Futurama (TV)                             | Herself                        | Where No Fan Has Gone Before           |
| 2002 | Snow Dogs                                 | Amelia Brooks                  |                                        |
| 2005 | Are We There Yet?                         | Miss Mable                     |                                        |
| 2007 | Escape from Heaven (announced)            | Jules                          |                                        |
| 2007 | Star Trek: Of Gods and Men                | Capt. Uhura                    |                                        |
| 2007 | Heroes                                    | Nana Dawson                    |                                        |
| 2008 | Lady Magdalene's                          | Lady Magdalene / Maggie        |                                        |
| 2008 | Tru Loved                                 | Grandma                        |                                        |
| 2008 | The Torturer                              | Doc                            |                                        |
| 2010 | Scooby-Doo! Curse of the Lake Monster     | Senator                        |                                        |
| 2017 | Sharknado 5: Global Swarming              | Generalsekretare Starr         |                                        |